# Sabrina Voinea
Sabrina Voinea, née le 4 juin 2007 à Constanța, est une gymnaste artistique roumaine.

## Carrière
Sabrina Voinea est médaillée de bronze au sol aux Championnats d'Europe de gymnastique artistique 2023 à Antalya.